# Growin' Up
"Growin' Up" je pjesma Brucea Springsteena s albuma Greetings from Asbury Park, N.J. iz 1973.
Pjesma je brzog ritma te napisana u prvom licu, a govori o adolescentu buntovniku iz New Jerseyja. Stihovi uključuju refren koji se progresivno mijenja dok pjesma ide dalje: prvi je refren "I hid in the clouded wrath of the crowd but when they said 'Sit down,' I stood up", dok se drugi mijenja u  "clouded warmth...'come down,' I threw up", a s trećim, "mother breast...'pull down,' I pulled up" završava pjesma.
Pjesma je ubrzo postala omiljeni koncertni broj među Springsteenovom publikom, a duga povijest njegovih problema s ocem postala je uvod u pjesmu. Drugačija verzija ovog odnosa može se čuti na koncertnom albumu Live/1975-85.
Akustična verzija, dio Springsteenove audicije za CBS Records, pojavljuje se na albumima Tracks i 18 Tracks. Originalna pjesma pojavljuje se u filmovima Tata od formata iz 1999. i Gracie iz 2007.
David Bowie je snimio verziju ove pjesme tijekom snimanja albuma Diamond Dogs s Ronniejem Woodom na solo gitari. 1990. je objavljena kao bonus pjesma na reizdanju albuma Pin Ups, a 2004. se pojavila na bonus disku albuma Diamond Dogs u povodu tridesete godišnjice.

## Vanjske poveznice
- Stihovi "Growin' Up" na službenoj stranici Brucea Springsteena